# Christopher Okoro Cole
Christopher Okoro Elnathan Cole, auch Christopher Okoro Eluathan Eustace Cole CMG OBE (* 17. April 1921 in Waterloo, Sierra Leone; † 1990), war ein sierra-leonischer Jurist, Generalgouverneur und kurzzeitig Staatspräsident.
Cole ging zunächst auf die Siebenten-Tags-Adventisten-Schule in Waterloo, die Buxton Memorial School in Freetown, bevor er an der London School of Economics einen Abschluss in Recht erwarb. Nach verschiedenen Stationen in England unterrichtete Cole von 1947 bis 1951 Recht am Fourah Bay College in Sierra Leone. 1960 wurde er Richter am Verfassungsgericht von Sierra Leone und 1962 Richter am Appellationsgericht von Gambia. 1970 wurde er Oberster Richter (Chief Justice) am Verfassungsgericht von Sierra Leone. Er begleitete in einem komplizierten Prozess vom 31. März 1971 bis zum  19. April 1971 als Generalgouverneur den Übergang Sierra Leones in die Unabhängigkeit. Darauffolgend war er für zwei Tage, als Chief Justice, bis zum 21. April 1971 erster Staats- und Regierungschef des Landes. Er gehörte der sozialliberalen Partei All People’s Congress an. Er gilt als am kürzestes amtierende Staatsoberhaupt Afrikas.
Cole wurde am 12. Juni 1965 als Officer des Order of the British Empire und am 13. Juni 1970 als Companion des Order of St Michael and St George ausgezeichnet.
Cole war 1967 Sierra Leones erster Vertreter bei den Vereinten Staaten und den Vereinten Nationen in New York City. 1978 zog sich Cole, der verheiratet war und vier Kinder hatte, aus dem öffentlichen Leben zurück.